# Campionato mondiale di calcio 1930
Il Campionato mondiale di calcio Uruguay 1930 o Coppa del mondo Jules Rimet 1930 è stato la prima edizione della massima competizione per le rappresentative maschili di calcio maggiori delle federazioni sportive affiliate alla FIFA.
Ebbe luogo in Uruguay dal 13 al 30 luglio 1930 in celebrazione della costituzione promulgata un secolo esatto prima.
Fu l'unico Mondiale che si giocò in una sola città, Montevideo, capitale del Paese. La maggior parte delle partite si tennero allo Stadio del Centenario, costruito appositamente per l'evento. Tredici squadre nazionali (sette dal Sudamerica, due dal Nordamerica e quattro dall'Europa) presero parte al campionato. Le squadre furono suddivise in quattro gruppi, in ognuno dei quali la vincitrice si sarebbe qualificata direttamente alle semifinali. La finale, davanti a un pubblico di 93 000 spettatori fu vinta dall'Uruguay, che batté 4-2 l'Argentina e che quindi nell'occasione detenne sia il titolo mondiale che quello olimpico, quest'ultimo conquistato nel 1924 a Parigi e confermato nel 1928 ad Amsterdam. Nessun incontro del torneo terminò in parità. La manifestazione ebbe un grande successo finanziario e sportivo, ma lasciò lo strascico della rappresaglia.

## Assegnazione
Un trofeo d'oro, all'epoca conosciuto come Dea Alata della Vittoria e poi universalmente celebre come Coppa del Mondo, fu commissionato allo scultore francese Abel Lafleur. 1800 grammi d'oro massiccio per una trentina di cm d'altezza.
Dalla fondazione della FIFA, nel 1904, nacque l'idea di realizzare un torneo mondiale per nazioni. Tuttavia, l'organismo appena fondato non poteva contare sulle risorse e sulle strutture necessarie per un simile evento: nel 1905 la Svizzera ha la possibilità di organizzare il Mondiale, ma s'iscrive una sola formazione. La FIFA chiese appoggio al CIO, che nel 1906 incluse il calcio tra le discipline presenti nei suoi eventi sportivi: l'organismo considera il torneo calcistico olimpico come un Mondiale.
Nel 1928 il Congresso della FIFA, riunitosi ad Amsterdam sotto la presidenza di Jules Rimet, decide l'istituzione di un nuovo torneo che avrebbe coinvolto le nazionali di tutto il mondo. Per la sua organizzazione si candidano diversi paesi europei (Italia, Ungheria, Paesi Bassi, Spagna e Svezia), insieme ad Argentina e Uruguay. Il presidente della FIFA Jules Rimet sosteneva il paese sudamericano, che avrebbe festeggiato il centenario del Giuramento della Costituzione il 18 luglio 1930.
L'Uruguay, che aveva vinto l'oro olimpico nei tornei del 1924 e del 1928, prevedeva come pezzo forte nella propria candidatura la costruzione di un nuovo stadio, il più grande del mondo, e inoltre le autorità uruguaiane promisero di rimborsare le spese a tutti i paesi partecipanti. Vedendo l'Uruguay favorito, i Paesi europei ritirarono le loro candidature. Al congresso della FIFA tenutosi a Barcellona nel 1929 la scelta, unanime, cadde proprio sull'Uruguay: molte formazioni europee minacciano di non partecipare alla rassegna, tra cui l'Italia, che rinuncia al torneo.

## Stadi
Tutte le partite si giocarono a Montevideo, in tre stadi: Centenario, Pocitos e Gran Parque Central.
In realtà l'intenzione degli organizzatori era quella di fare disputare tutte le partite allo stadio del Centenario, costruito appositamente per l'evento e per la celebrazione del centenario dell'indipendenza uruguaiana. Progettato da Juan Scasso, fu lo stadio principale del torneo, ribattezzato da Jules Rimet il Tempio del calcio. Con una capacità di 90.000 spettatori, era il più grande stadio di calcio situato fuori della Gran Bretagna. Vi si disputarono 10 dei 18 incontri, incluse entrambe le semifinali e la finale.
Un non impeccabile piano costruttivo e i ritardi causati dalle insistenti piogge cadute a Montevideo fecero sì che lo stadio, a cinque giorni dall'inizio del Mondiale, non fosse ancora pronto. Gli organizzatori si trovarono spiazzati e furono obbligati a scegliere altri stadi per le prime partite: il Pocitos e il Gran Parque Central, usati rispettivamente dal Peñarol e dal Nacional. Il Centenario fu inaugurato al sesto giorno, il 18 luglio, per l'esordio dell'Uruguay e da quel momento fu utilizzato per tutte le restanti partite.
| MontevideoCampionato mondiale di calcio 1930 (Uruguay) | Montevideo                  | Montevideo                 | Montevideo                   |
| MontevideoCampionato mondiale di calcio 1930 (Uruguay) | Stadio del Centenario       | Stadio Gran Parque Central | Stadio Pocitos               |
| MontevideoCampionato mondiale di calcio 1930 (Uruguay) | 34°53′40.38″S 56°09′10.08″W | 34°54′04″S 56°09′32″W      | 34°54′18.378″S 56°09′22.42″W |
| MontevideoCampionato mondiale di calcio 1930 (Uruguay) | Posti: 90 000               | Posti: 20 000              | Posti: 1 000                 |
| MontevideoCampionato mondiale di calcio 1930 (Uruguay) |                             |                            |                              |

## Squadre partecipanti
La prima Coppa del Mondo fu l'unica senza qualificazioni. Ogni paese affiliato alla FIFA fu invitato e la conferma della partecipazione scadeva il 28 febbraio 1930. L'iniziativa suscitò molto interesse nelle Americhe: oltre ai padroni di casa uruguaiani, vi parteciparono Argentina, Brasile, Bolivia, Cile, Messico, Paraguay, Perù e Stati Uniti, per un totale di nove squadre.
Già pochi giorni dopo il Congresso di Barcellona del 1929 sorsero i primi problemi: per motivi legati alla distanza e al costo del viaggio oltreoceano molte squadre europee declinarono l'invito, non volendosi sobbarcare la traversata atlantica. L'Austria, la Svizzera e la Cecoslovacchia, le quali si fregiavano di rappresentative molto competitive, negarono la loro adesione accampando il rifiuto da parte delle società a pagare gli stipendi ai giocatori selezionati.
| Pr. | Squadra     | Data iscrizione | Confederazione | Continente             | Note                          |
| --- | ----------- | --------------- | -------------- | ---------------------- | ----------------------------- |
| 1   | Uruguay     | 18 maggio 1929  | CONMEBOL       | America meridionale    | Paese ospitante ed Esordiente |
| 2   | Argentina   |                 | CONMEBOL       | America meridionale    | Esordiente                    |
| 3   | Bolivia     |                 | CONMEBOL       | America meridionale    | Esordiente                    |
| 4   | Brasile     |                 | CONMEBOL       | America meridionale    | Esordiente                    |
| 5   | Cile        |                 | CONMEBOL       | America meridionale    | Esordiente                    |
| 6   | Paraguay    |                 | CONMEBOL       | America meridionale    | Esordiente                    |
| 7   | Perù        |                 | CONMEBOL       | America meridionale    | Esordiente                    |
| 8   | Messico     |                 | −              | America settentrionale | Esordiente                    |
| 9   | Stati Uniti |                 | −              | America settentrionale | Esordiente                    |
| 10  | Belgio      |                 | −              | Europa                 | Esordiente                    |
| 11  | Jugoslavia  |                 | −              | Europa                 | Esordiente                    |
| 12  | Francia     |                 | −              | Europa                 | Esordiente                    |
| 13  | Romania     |                 | −              | Europa                 | Esordiente                    |

L'Italia, fresca vincitrice della Coppa Internazionale, non partecipò e nacquero così forti polemiche con i dirigenti uruguaiani che terminarono solamente dopo la Seconda guerra mondiale. Il segretario della federazione italiana annunciò alla stampa che l'Italia molto probabilmente avrebbe defezionato perché il suo presidente Leandro Arpinati non era entusiasta della formula adottata dagli organizzatori e del periodo scelto per lo svolgimento. Inoltre il quotidiano sportivo Il Littoriale, portavoce della FIGC, addusse tra i motivi della defezione italiana la concomitanza con il campionato nazionale e il lungo e spossante viaggio in mare che la nazionale avrebbe dovuto compiere, che ne avrebbe compromesso inevitabilmente il rendimento insieme alle difficoltà di adattamento al clima autunnale dell'emisfero australe (mentre nell'emisfero boreale era primavera). La stampa sudamericana scrisse in seguito che i motivi erano da ricercarsi nelle possibili ripercussioni e reazioni a quello che, a loro modo di vedere, era un tentativo di saccheggio architettato dalle società italiane ai danni del calcio sudamericano, avvalendosi della doppia nazionalità dei giocatori di origine italiana per sottrarre talenti naturalizzandoli come italiani e utilizzandoli poi anche in nazionale.
Scozia e Inghilterra rifiutarono addirittura per questione di principio: dato che il calcio era nato dalle loro parti, non vedevano di buon occhio una manifestazione del genere, tanto che, ritenendosi già Campioni del Mondo "a prescindere", rifiutarono gli inviti anche ai mondiali del 1934 e del 1938. Così, prima del termine stabilito per febbraio 1930 nessuna squadra europea aveva accettato l'invito.
Nel tentativo di ottenere qualche partecipazione da parte delle squadre europee, la Federazione calcistica dell'Uruguay spedì una lettera di invito alla Football Association inglese, sebbene le Home Nations non fossero membri della FIFA all'epoca. Questa fu respinta dal comitato della FA il 18 novembre 1929. Le argomentazioni delle assenze includevano anche la crisi economica avvenuta l'ultimo anno. Due mesi prima dell'inizio del torneo ancora nessuna squadra europea aveva ufficialmente confermato la propria presenza.

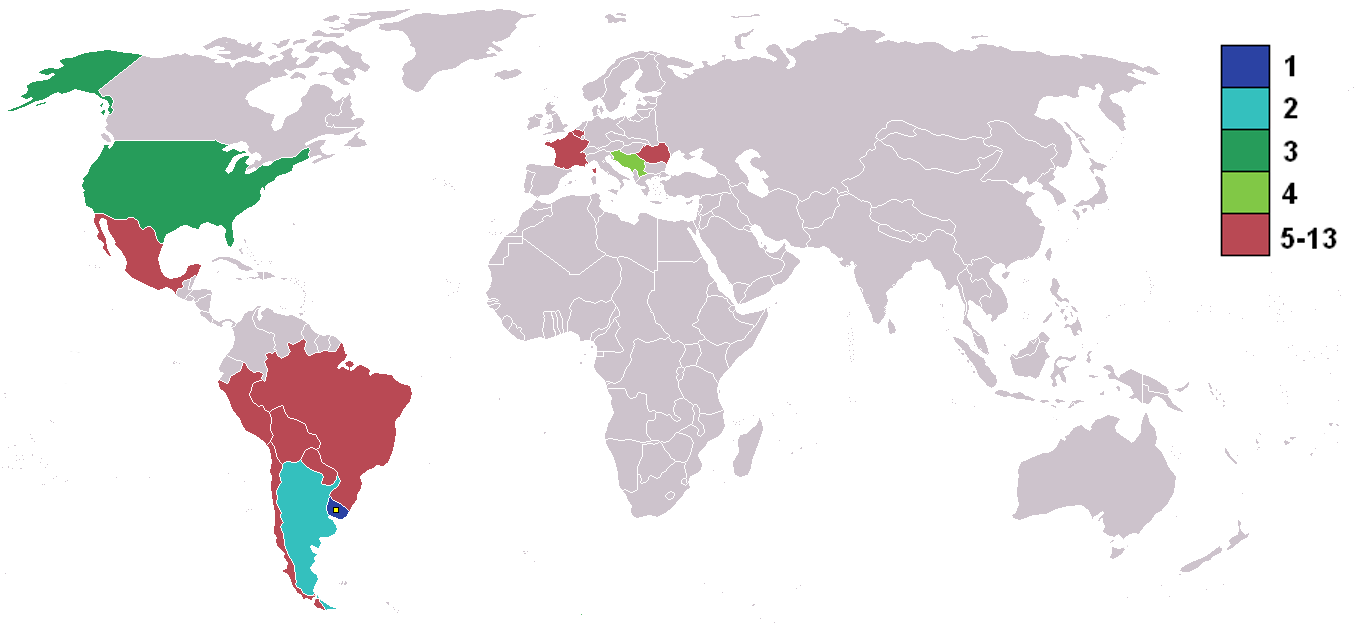
Piazzamenti delle nazionali

Grazie all'intervento conclusivo di Jules Rimet quattro squadre europee fecero il viaggio via nave: Belgio, Francia, Romania e Jugoslavia. I rumeni, allenati dal capitano Rudolf Wetzer e da Octav Luchide, sotto la direzione del selezionatore Constantin Rădulescu, presero parte alla competizione in seguito all'interessamento di Magda Lupescu, amante e futura moglie del nuovo Re Carlo II. Fu proprio Carlo II a occuparsi della selezione della squadra e a negoziare con i datori di lavoro per assicurare ai giocatori che avrebbero mantenuto il loro impiego una volta di ritorno dal Mondiale. I francesi accolsero l'invito finale di Jules Rimet — il quale si impegnò personalmente riguardo ai permessi da concedere per i calciatori che dovevano assentarsi per 60 giorni — ma né l'attaccante Manuel Anatol (uno dei calciatori più rappresentativi) né l'allenatore Gaston Barreau partirono per la spedizione. I belgi parteciparono solo dopo le pressioni del vicepresidente della FIFA Rudolf Seedrayers.
Il Conte Verde, piroscafo italiano, salpò da Genova per le Americhe e trasportò le comitive rumena, francese e belga insieme ad altri normali passeggeri. I rumeni salirono proprio a Genova, i francesi da Villefranche-sur-Mer il 21 giugno 1930 e i belgi si imbarcarono a Barcellona. Il Conte Verde trasportò anche Rimet, la Coppa del Mondo (custodita nella cassaforte di bordo) e tre arbitri europei: i belgi Jean Langenus e Henry Christophe, insieme al francese John Balway. I brasiliani salirono quando la nave arrivò a Rio de Janeiro il 29 giugno, per poi arrivare in Uruguay il 4 luglio. Gli jugoslavi viaggiarono nella nave a vapore Florida da Marsiglia.
Sempre sul Conte Verde, i calciatori si allenavano sui ponti di bordo spedendo i palloni in mare e recando fastidio ai passeggeri.
(Lucien Laurent, calciatore francese.)

## Formula e sorteggio
Il sorteggio avviene l'11 luglio 1930 a Montevideo, solamente quando tutte le nazionali arrivarono. Era stata inizialmente annunciata anche la Bulgaria, che alla fine rinunciò a partecipare.
Le tredici squadre furono divise in quattro gruppi da tre squadre, tranne il primo con quattro. Ogni gruppo si svolgeva come girone all'italiana, con l'assegnazione di due punti per la vittoria e uno per il pareggio. Se due squadre avessero terminato il girone al primo posto con gli stessi punti, avrebbero disputato uno spareggio; l'evento tuttavia non si verificò. Le quattro vincitrici passavano alle semifinali. Per gli incontri a eliminazione diretta erano previsti i tempi supplementari; anche in questo caso non si verificò l'ipotesi.
Uruguay, Argentina e Brasile, che avevano vinto le prime dodici edizioni della Copa América, vennero designate teste di serie. A queste si aggiunse la nazionale degli Stati Uniti, premiata per aver creato una lega professionistica calcistica.
Ecco la composizione delle fasce destinate al sorteggio:
| Teste di serie | Europee    | Gruppo misto |
| -------------- | ---------- | ------------ |
| Argentina      | Belgio     | Bolivia      |
| Brasile        | Francia    | Cile         |
| Uruguay        | Jugoslavia | Paraguay     |
| Stati Uniti    | Romania    | Perù         |
|                |            | Messico      |

## Avvenimenti

### Fase a gironi

#### Considerazioni storiche
Le prime due partite della storia dei mondiali, iniziate in contemporanea il 13 luglio alle ore 15:00, furono Francia-Messico (4-1) e Stati Uniti-Belgio (3-0). Il francese Lucien Laurent fu l'autore della prima rete in assoluto nella storia dei mondiali di calcio.

#### Gruppo 1
(Lucien Laurent a proposito del suo gol, il primo nella storia dei mondiali.)

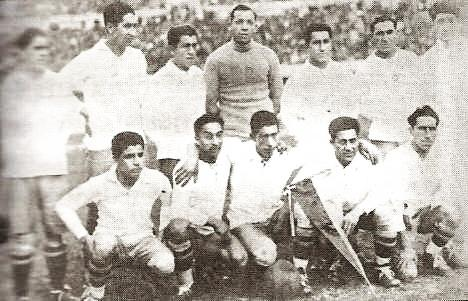
La selezione cilena terminò il girone al secondo posto, sfoderando prestazioni convincenti.

Il Gruppo 1 era l'unico composto da quattro squadre: Argentina, Cile, Francia e Messico. Due giorni dopo la vittoria iniziale contro il Messico, i francesi si trovarono di fronte la favorita del girone, l'Argentina, e furono bloccati da vari infortuni: il portiere Thépot fu costretto ad abbandonare il campo dopo 20 minuti, e Laurent, dopo un intervento di Luis Monti, zoppicò per tutto il resto della partita. Gli europei capitolarono però solamente all'81º minuto, quando lo stesso Monti segnò su calcio di punizione dai 25 metri. La partita fu caratterizzata da un episodio controverso: l'arbitro Almeida Rêgo erroneamente fischiò la fine con sei minuti di anticipo, proprio mentre l'attaccante francese Langliller aveva una chiara occasione da rete. Solamente l'invasione di campo e le proteste del pubblico e dei dirigenti francesi convinsero il direttore di gara a far giocare i sei minuti rimanenti.
Sebbene la Francia avesse giocato per la seconda volta in 48 ore, il Cile non era ancora sceso in campo; poté affrontare il Messico il giorno seguente, vincendo agevolmente per 3-0.
Nella seconda partita dell'Argentina, contro il Messico, fu fischiato il primo calcio di rigore del torneo. In quell'incontro, diretto dal boliviano Ulises Saucedo (che nel torneo aveva il ruolo tanto di arbitro, quanto di commissario tecnico della Bolivia) vennero concessi ben cinque calci di rigore, tre dei quali controversi, e solo uno di essi fu trasformato. Guillermo Stábile realizzò una tripletta al suo debutto e l'Argentina vinse 6-3 nonostante l'assenza del capitano Manuel Ferreira, ritornato a Buenos Aires per sostenere un esame di giurisprudenza. Si fece notare anche Zumelzú con una doppietta.
La qualificazione fu decisa nell'ultima partita del girone, giocata tra argentini e cileni il 22 luglio. Stábile riconfermò le sue doti da goleador, siglando in apertura due reti. Al 15' minuto il Cile accorciò le distanze con Subiabre che eluse l'intervento di Monti e sfruttò un errore del portiere Bossio. La partita, molto fisica, fu segnata da una rissa scatenata da un fallo di Monti su Arturo Torres. Sul campo e sugli spalti si accese una bagarre generale, con pugni, sputi e calci fra i giocatori e disordini sulle tribune, sedata con molta fatica dalla polizia a cavallo. Nel finale di gara Evaristo batté per la terza volta Cortés, considerato il miglior portiere del torneo. L'Argentina vinse 3-1 e ottenne un posto alle semifinali.

#### Gruppo 2

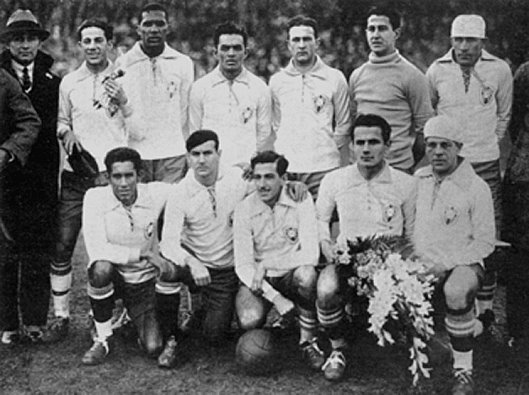
La Seleção (sopra fotografata prima della partita contro la Jugoslavia) deluse le aspettative.

Il secondo gruppo era formato da Brasile, Bolivia e Jugoslavia. La testa di serie Brasile convocò una squadra formata interamente da calciatori del Campionato Carioca, ad eccezione di Araken del Santos militante nel Campionato Paulista. La Seleção, la cui vittoria nel girone era considerata scontata, perse inaspettatamente la partita inaugurale per 2-1 contro la Jugoslavia, che risultò in seguito vincitrice del girone.
La selezione slava contava diversi calciatori emigrati e richiamò dalla Francia Beck, Stefanović e Sekulić. L'ala destra Tirnanić, che ricoprì poi per lungo tempo il ruolo di selezionatore della nazionale, e Marjanović erano tra i più dotati e il portiere Jakšić fu segnalato fra i migliori del torneo.

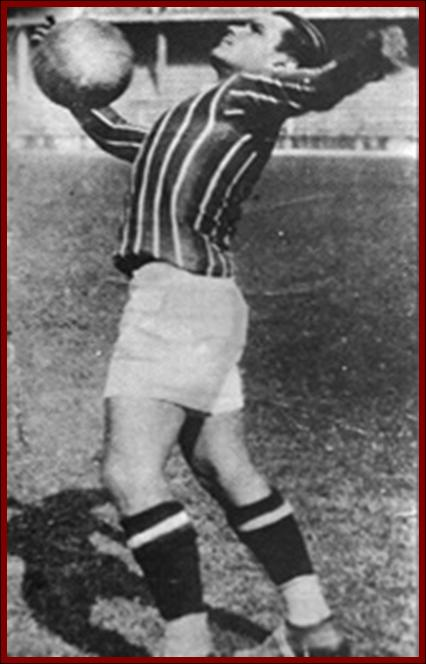
Preguinho, attaccante e capitano dei brasiliani, si distinse con tre reti realizzate in due partite.

Successivamente la Bolivia, che non aveva ancora mai vinto una gara internazionale, scese in campo sempre contro gli europei. I sudamericani indossarono per l'occasione delle magliette particolari, ognuna delle quali decorata con una lettera e che, con la squadra allineata, mostravano "Viva Uruguay" in segno di tributo verso i padroni di casa. Il gesto non fu di buon auspicio, ed entrambe le partite dei boliviani si conclusero con due pesanti sconfitte. Contro la Jugoslavia, in una partita giocata alla temperatura di -10 °C, essi riuscirono a mantenere la partita in parità per un'ora, ma al fischio finale il tabellino segnava 4-0, dopo che diversi gol dei boliviani furono annullati.
Contro il Brasile, nell'ultima gara, ininfluente dato che entrambe le squadre erano eliminate, il punteggio era 1-0 per il Brasile all'intervallo. Durante i primi 45 minuti ci fu confusione tra i giocatori in campo, che portavano magliette dello stesso colore. Ulises Saucedo fece rientrare dagli spogliatoi i suoi con un'altra divisa; nel secondo tempo i brasiliani segnarono altre tre reti, due delle quali ad opera dell'atleta polisportivo Preguinho.

#### Gruppo 3
I padroni di casa dell'Uruguay, considerati gli assoluti favoriti per la conquista del titolo davanti ad Argentina e Brasile, formavano con Perù e Romania il Gruppo 3. Nella partita iniziale Romania-Perù ci fu la prima espulsione, quella del peruviano Plácido Galindo al 70º minuto. I rumeni, in dieci dal primo tempo per la rottura di una gamba del difensore Steiner, sfruttarono la ritrovata parità numerica, segnando due gol negli ultimi minuti, e vinsero per 3-1. Questa partita è anche ricordata per essere stata quella con il minor pubblico di tutta la storia dei mondiali: gli spettatori, ufficialmente 2.549 unità, furono in realtà circa 300.
Prima del debutto, gli uruguaiani si sottoposero a quattro settimane di rigido allenamento e furono costretti a condurre una vita spartana. Il portiere Mazali (già due volte campione olimpico), sorpreso dal selezionatore Suppici al rientro notturno da una visita alla moglie, fu escluso dalla rosa per non aver rispettato il coprifuoco, e il suo posto fu preso da Ballestrero.
A causa dei ritardi durante la preparazione dello Stadio del Centenario, il debutto dell'Uruguay fu posticipato a cinque giorni dopo l'inizio dei mondiali. L'inaugurazione dell'impianto, esattamente 100 anni dopo la nascita della Costituzione uruguaiana, fu preceduta da una cerimonia celebrativa per il centenario della Repubblica. I padroni di casa vinsero di misura contro il Perù per 1-0, ma il risultato venne giudicato una prestazione scadente dalla stampa di casa, mentre in Perù i giornalisti lodarono i loro calciatori.
L'Uruguay sconfisse poi facilmente la Romania, con il risultato di 4-0 completamente maturato nel primo tempo, e approdò alle semifinali.

#### Gruppo 4

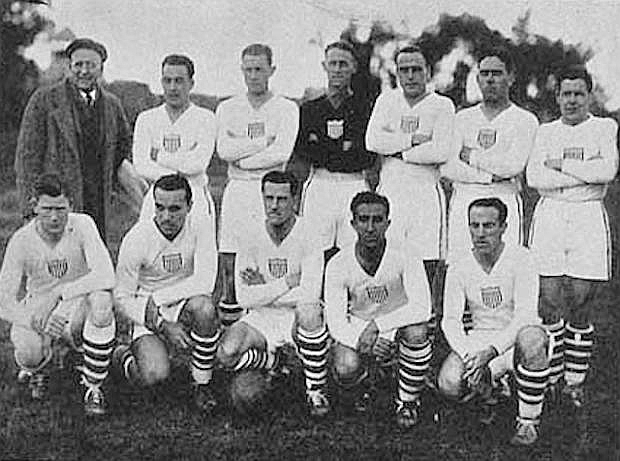
La nazionale statunitense sorprese, dominando il proprio girone e arrivando a cogliere il terzo posto finale (assegnato ufficialmente dalla FIFA solo nel 1986).

Gli Stati Uniti annoveravano tra le loro file diversi calciatori britannici emigrati, mentre i loro calciatori americani, molti dei quali esordienti, erano soprannominati lanciatori del peso per la loro stazza fisica imponente. Gli statunitensi furono inclusi nell'ultimo girone insieme a Belgio e Paraguay. Nella prima partita sconfissero i belgi, con l'inatteso risultato di 3-0. Il quotidiano uruguaiano Imparcial scrisse: "la larga vittoria degli americani ha veramente sorpreso gli esperti", mentre i belgi, che dovettero rinunciare a Raymond Braine, uno dei migliori, per le diatribe sorte con le società professionistiche in patria, si lamentarono invece delle condizioni del campo di gioco e delle decisioni arbitrali, reclamando un fuorigioco sul secondo gol.
Il secondo incontro del girone Stati Uniti-Paraguay, finito 3-0 e giocato in condizioni di vento proibitive, registrò la prima tripletta del torneo, realizzata da Bert Patenaude.
Con gli Stati Uniti già qualificati, restò l'inutile partita finale, vinta 1-0 dai paraguaiani contro i belgi.

### Fase a eliminazione diretta

#### Semifinali

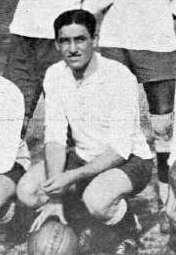
Pedro Cea, secondo miglior cannoniere del torneo.

Le quattro vincitrici dei gironi (Argentina, Jugoslavia, Uruguay e Stati Uniti) passarono alle semifinali, le quali terminarono con lo stesso punteggio.
La prima fu giocata il 26 luglio fra Argentina e Stati Uniti allo Stadio del Centenario, il cui campo era allagato dalla pioggia. Fu una partita violenta: gli americani persero il centrocampista Raphael Tracy, che si ruppe una gamba dopo 10 minuti di gioco. Il primo tempo si chiuse con l'Argentina avanti 1-0 grazie a un gol di Monti realizzato al 20º, mentre nella seconda frazione di gioco gli americani furono sconfitti dai veloci attaccanti dell'albiceleste (biancoceleste, i colori nazionali argentini, in spagnolo), e il match si concluse con il risultato di 6-1.
L'altra semifinale tra Uruguay e Jugoslavia si svolse il giorno seguente. Gli slavi passarono in vantaggio dopo pochi minuti con la marcatura di Vujadinović, ma in 15 minuti l'Uruguay ribaltò il risultato, portandolo sul 2-1. Verso la metà del primo tempo la Jugoslavia si vide annullare un gol per un dubbio fuorigioco. Con altre quattro reti, i padroni di casa fissarono il punteggio sul 6-1, grazie anche a una tripletta con la quale si distinse Pedro Cea.
Queste due semifinali, insieme a Germania Ovest-Austria 6-1 nel 1954, rimasero quelle col maggior numero di goal di scarto in questa competizione fino ai Mondiali del 2014, quando la Germania sconfisse per 7-1 il Brasile.

#### Controversie sulla presunta finale per il terzo posto
La tradizionale finale per il 3º e 4º posto fu istituita solamente al mondiale del 1934, e dunque la Coppa del Mondo del 1930 è l'unica senza questo incontro, sempre disputato tra le semifinali e la finale. Alla fine del campionato, sia il capitano statunitense Tom Florie che quello jugoslavo Milutin Ivković ricevettero medaglie di bronzo, rendendo dunque apparentemente possibile che entrambe le nazionali si fossero classificate terze.
Tale fatto fu però poi messo in discussione. Alcune fonti, in modo particolare il bollettino FIFA del 1984, fecero intendere l'esistenza di un incontro valevole come finale per il 3º e 4º posto, vinto per 3-1 dalla Jugoslavia. Secondo altri pareri, invece, l'incontro era in programma, ma non venne disputato. Stando a quanto scritto dal giornalista uruguaiano Hyder Jawad nel suo libro Four Weeks In Montevideo: The Story of World Cup 1930, pubblicato nel 2009, la Jugoslavia si rifiutò di giocare perché non digerì l'arbitraggio della semifinale contro i padroni di casa, considerato non imparziale. Nel 1986, una commissione tecnica della FIFA elencò comunque i ranking di tutte le squadre che avevano partecipato alle precedenti edizioni del mondiale: in essa gli Stati Uniti sono indicati retroattivamente al terzo posto e la Jugoslavia al quarto, in virtù della migliore differenza reti degli americani nelle gare disputate. Questa graduatoria è stata poi confermata dalla stessa FIFA nell'albo d'oro della competizione presente sul suo sito ufficiale.
La decisione della Federazione è stata contestata negli ambienti serbi, "eredi" della tradizione calcistica jugoslava. Nel 2010 il figlio di Kosta Hadži, capo delegazione ai mondiali del 1930 e vicepresidente della Federazione calcistica della Jugoslavia all'epoca, dichiarò infatti che la sola Jugoslavia fu premiata con una medaglia di bronzo, conservata ancora oggi dalla famiglia Hadži; sempre secondo Hadži, la Jugoslavia venne considerata la vera terza classificata perché perse la semifinale contro i futuri campioni dell'Uruguay. Tale versione dei fatti, però, non è riconosciuta dalla FIFA.

#### Finale
Le vittorie di Uruguay e Argentina nelle semifinali portarono le due formazioni in finale. Solo due anni prima le stesse squadre, in occasione della ripetizione della finale delle Olimpiadi del 1928, furono protagoniste di quella che all'epoca fu definita "la più bella partita di calcio di tutti i tempi", vinta dalla Celeste per 2-1. La finale del mondiale si giocò il 30 luglio allo Stadio del Centenario, sotto un'insolita nevicata, evento molto raro a Montevideo.
Il porto di La Plata era in fermento, fugando così ogni dubbio su quanto il pubblico fosse coinvolto dal torneo. Le dieci navi destinate a trasportare i tifosi argentini da Buenos Aires a Montevideo e tutte le altre imbarcazioni messe a disposizione per la trasferta si rivelarono insufficienti. Si stima che tra i 10.000 e i 15.000 argentini si misero in viaggio, ma il porto di Montevideo era talmente occupato dagli arrivi che molti sbarcarono solamente dopo il calcio d'inizio, dovendo ancora raggiungere lo stadio. Allo stadio i tifosi furono perquisiti per accertare l'eventuale presenza di armi: fu trovato di tutto, da petardi, a coltelli e revolver. I cancelli vennero aperti alle 8, sei ore prima dell'inizio, e a mezzogiorno gli spalti erano pieni. Diverse fonti ritengono che il numero di spettatori sia di 93.000 presenti, ma il numero esatto non può essere stabilito con certezza: occupano più della capienza, sono in più di 80.000, probabilmente 90.000 circa.
I giorni antecedenti la partita furono molto tesi. Diversi calciatori uruguaiani ricevettero minacce di morte da parte di alcuni tifosi argentini. Nelle ore precedenti alla finale diversi squilibrati si recarono con alcuni camion nei pressi del ritiro degli argentini, disturbandoli con canti e minacce. Monti fu intimidito, ma scese in campo ugualmente. La stessa sorte capitò al direttore di gara, il belga John Langenus, il quale impose alla FIFA poche ore prima dell'incontro la stipulazione di un'assicurazione sulla vita a favore della propria famiglia, e pretese inoltre che gli venissero messi a disposizione l'assistenza di un centinaio di poliziotti e una nave al porto pronta a partire entro un'ora dal fischio finale nel caso in cui avesse avuto bisogno di scappare. Quando si presentò all'ingresso dello stadio, Langenus fu fermato, dato che ben 13 sconosciuti venuti prima di lui si erano scherzosamente spacciati per l'arbitro della partita.
L'Uruguay fece un cambio di formazione rispetto alla semifinale, perché Anselmo, tra i suoi migliori giocatori, fu costretto a saltare la partita per un attacco di panico (secondo altre fonti egli chiese di non scendere in campo senza precisare il motivo, che sarebbe stato in realtà la paura delle aggressive marcature di Monti). Il compito di sostituire Anselmo fu affidato a Castro, centravanti privo della mano destra persa in un incidente sul lavoro all'età di 13 anni, carente sul piano tecnico ma dotato di una carica agonistica fuori dal comune. L'Argentina non poteva disporre degli infortunati Zumelzú e Varallo, ma il secondo venne schierato ugualmente dal primo minuto.

Le formazioni scesero in campo adottando due moduli offensivi e speculari: il 2-3-5.

Le cronache dell'epoca raccontano di una gara che non deluse affatto le attese, disputata a viso aperto da entrambe le contendenti, scese in campo adottando la stessa disposizione tattica: cinque attaccanti ciascuno.
L'uruguaiano Pablo Dorado segnò al 12º il primo gol con un rasoterra incrociato dalla destra. La risposta dell'Argentina non si fece attendere e otto minuti dopo erano di nuovo in parità: Carlos Peucelle ricevette la palla da Ferreira, superò il suo marcatore e pareggiò con un tiro potente sul quale non poté nulla il portiere uruguaiano Ballestrero. Stábile, capocannoniere del Mondiale, siglò poi la sua ottava e ultima rete, portando in vantaggio gli ospiti con il punteggio provvisorio di 2-1; il capitano uruguaiano Nasazzi protestò, inutilmente, sostenendo che Stábile fosse in fuorigioco. Nel secondo tempo l'Uruguay prese coraggio e migliorò il proprio gioco. Monti fallì l'occasione del 3-1 per l'Argentina e nell'azione di contropiede, organizzata da numerosi calciatori, l'Uruguay ristabilì nuovamente la situazione di parità con un gol di Pedro Cea. Dieci minuti dopo un gol di Santos Iriarte portò in vantaggio l'Uruguay e in chiusura fu la volta di Castro, che siglò la rete del definitivo 4-2. Langenus fischiò la fine al 90º minuto e l'Uruguay aggiunse il titolo di campione del mondo a quello di campione olimpico.
Jules Rimet presentò la Coppa del Mondo (che successivamente prese il suo nome) al presidente della Federazione calcistica dell'Uruguay Raúl Jude. Il giorno seguente fu proclamata festa nazionale in Uruguay, mentre a Buenos Aires il consolato uruguaiano fu preso a sassate.
Secondo l'analisi della critica e degli stessi giocatori argentini, l'albiceleste, che sul piano tecnico era superiore, perse la finale a causa dell'assenza di organizzazione del gioco difensivo, e tutti pensavano esclusivamente ad attaccare. L'Uruguay scelse invece di operare principalmente di rimessa, sfruttando gli spazi lasciati dagli avversari, e questa fu la chiave tattica del successo.
Una volta terminato il Mondiale, Francia, Jugoslavia e Stati Uniti disputarono delle amichevoli in Sud America; il Brasile le affrontò rispettivamente il 1º, il 10 e il 17 agosto, e vinse 3-2, 4-1 e 4-3. L'Argentina ospitò invece la Jugoslavia il 3 agosto, vincendo 3-1.

## Risultati

### Fase a gironi

#### Gruppo teste di serie

##### Classifica
| Pos. | Squadra   | Pt | G | V | N | P | GF | GS | DR |
| ---- | --------- | -- | - | - | - | - | -- | -- | -- |
| 1.   | Argentina | 6  | 3 | 3 | 0 | 0 | 10 | 4  | +6 |
| 2.   | Cile      | 4  | 3 | 2 | 0 | 1 | 5  | 3  | +2 |
| 3.   | Francia   | 2  | 3 | 1 | 0 | 2 | 4  | 3  | +1 |
| 4.   | Messico   | 0  | 3 | 0 | 0 | 3 | 4  | 13 | -9 |

##### Incontri
| Arbitro: | Lombardi |

|                                             |           |             |
| Laurent 19’ Langiller 40’ Maschinot 43’ 87’ | Marcatori | 70’ Carreño |

| Arbitro: | Almeida Rêgo |

|           |           |  |
| Monti 81’ | Marcatori |  |

| Arbitro: | Christophe |

|                              |           |  |
| Vidal 3’ 65’ Rosas 51’(aut.) | Marcatori |  |

| Arbitro: | Tejada |

|              |           |  |
| Subiabre 65’ | Marcatori |  |

| Arbitro: | Saucedo |

|                                                |           |                                |
| Stábile 8’ 17’ 80’ Zumelzú 12’ 55’ Varallo 53’ | Marcatori | 42’ (rig.) 65’ Rosas 75’ Gayón |

| Arbitro: | Langenus |

|                              |           |              |
| Stábile 12’ 13’ Evaristo 51’ | Marcatori | 15’ Subiabre |

#### Gruppo Europeo

##### Classifica
| Pos. | Squadra    | Pt | G | V | N | P | GF | GS | DR |
| ---- | ---------- | -- | - | - | - | - | -- | -- | -- |
| 1.   | Jugoslavia | 4  | 2 | 2 | 0 | 0 | 6  | 1  | +5 |
| 2.   | Brasile    | 2  | 2 | 1 | 0 | 1 | 5  | 2  | +3 |
| 3.   | Bolivia    | 0  | 2 | 0 | 0 | 2 | 0  | 8  | -8 |

##### Incontri
| Arbitro: | Tejada |

|                      |           |               |
| Tirnanic 21’ Bek 30’ | Marcatori | 62’ Preguinho |

| Arbitro: | Mateucci |

|                                            |           |  |
| Bek 60’ 67’ Marjanovic 65’ Vujadinovic 85’ | Marcatori |  |

| Arbitro: | Balvay |

|                                    |           |  |
| Moderato 37’ 73’ Preguinho 67’ 83’ | Marcatori |  |

#### Gruppo Misto

##### Classifica
| Pos. | Squadra | Pt | G | V | N | P | GF | GS | DR |
| ---- | ------- | -- | - | - | - | - | -- | -- | -- |
| 1.   | Uruguay | 4  | 2 | 2 | 0 | 0 | 5  | 0  | +5 |
| 2.   | Romania | 2  | 2 | 1 | 0 | 1 | 3  | 5  | -2 |
| 3.   | Perù    | 0  | 2 | 0 | 0 | 2 | 1  | 4  | -3 |

##### Incontri
| Arbitro: | Warnken |

|                                |           |                       |
| Deșu 1’ Stanciu 79’ Kovács 89’ | Marcatori | 75’ De Souza Ferreyra |

| Arbitro: | Langenus |

|            |           |  |
| Castro 60’ | Marcatori |  |

| Arbitro: | Almeida Rêgo |

|                                           |           |  |
| Dorado 7’ Scarone 24’ Anselmo 30’ Cea 35’ | Marcatori |  |

#### Gruppo 4

##### Classifica
| Pos. | Squadra     | Pt | G | V | N | P | GF | GS | DR |
| ---- | ----------- | -- | - | - | - | - | -- | -- | -- |
| 1.   | Stati Uniti | 4  | 2 | 2 | 0 | 0 | 6  | 0  | +6 |
| 2.   | Paraguay    | 2  | 2 | 1 | 0 | 1 | 1  | 3  | -2 |
| 3.   | Belgio      | 0  | 2 | 0 | 0 | 2 | 0  | 4  | -4 |

##### Incontri
| Arbitro: | Macias |

|                                     |           |  |
| McGhee 23’ Florie 45’ Patenaude 69’ | Marcatori |  |

| Arbitro: | Macias |

|                       |           |  |
| Patenaude 10’ 15’ 50’ | Marcatori |  |

| Arbitro: | Vallarino |

|                 |           |  |
| Vargas Peña 40’ | Marcatori |  |

### Fase a eliminazione diretta

#### Tabellone
|  | Semifinali  | Semifinali  | Semifinali |         |           | Finale    | Finale | Finale |  |
|  |             |             |            |         |           |           |        |        |  |
|  | Argentina   | Argentina   | 6          |         |           |           |        |        |  |
|  | Argentina   | Argentina   | 6          |         |           |           |        |        |  |
|  | Stati Uniti | Stati Uniti | 1          |         |           |           |        |        |  |
|  | Stati Uniti | Stati Uniti | 1          |         | Argentina | Argentina | 2      |        |  |
|  |             |             |            |         | Argentina | Argentina | 2      |        |  |
|  |             |             | Uruguay    | Uruguay | 4         |           |        |        |  |
|  | Uruguay     | Uruguay     | Uruguay    | Uruguay | 4         | 6         |        |        |  |
|  | Uruguay     | Uruguay     |            |         |           |           |        |        |  |
|  | Jugoslavia  | Jugoslavia  | 1          |         |           |           |        |        |  |

#### Semifinali
| Arbitro: | Langenus |

|                                                         |           |           |
| Monti 20’ Scopelli 56’ Stábile 69’ 87’ Peucelle 80’ 85’ | Marcatori | 89’ Brown |

| Arbitro: | Almeida Rêgo |

|                                             |           |                |
| Cea 18’ 67’ 72’ Anselmo 20’ 31’ Iriarte 61’ | Marcatori | 4’ Vujadinović |

#### Finale
| Arbitro: | Langenus |

|                                           |           |                          |
| Dorado 12’ Cea 57’ Iriarte 68’ Castro 89’ | Marcatori | 20’ Peucelle 37’ Stábile |

## Statistiche

### Classifica marcatori
Realizzò una tripletta nel 6-3 contro il Messico, siglò poi una doppietta contro il Cile e trafisse altre due volte la porta degli Stati Uniti nella semifinale vinta dall'Argentina con un 6-1. L'ultimo gol nella finale lo portò a 8 reti totali in quattro partite e al primo posto nella classifica marcatori.
8 reti
- Guillermo Stábile

5 reti
- Pedro Cea

4 reti
- Guillermo Subiabre
- Bert Patenaude

3 reti
- Carlos Peucelle
- Preguinho
- Ivan Bek
- Peregrino Anselmo

2 reti
- Luis Monti
- Adolfo Zumelzú
- Moderato
- André Maschinot
- Manuel Rosas
- Bart McGhee
- Héctor Castro
- Pablo Dorado
- Santos Iriarte

1 rete
- Mario Evaristo
- Alejandro Scopelli
- Francisco Varallo
- Carlos Vidal
- Marcel Langiller
- Lucien Laurent
- Blagoje Marjanović
- Branislav Sekulić
- Aleksandar Tirnanić
- Đorđe Vujadinović
- Juan Carreño
- Roberto Gayón
- Luis Vargas Peña
- Luis de Souza Ferreira
- Ștefan Barbu
- Adalbert Deșu
- Constantin Stanciu
- James Brown
- Héctor Scarone

## Arbitri
- Bartolomé Macías
- Henry Christophe
- John Langenus
- Ulises Saucedo

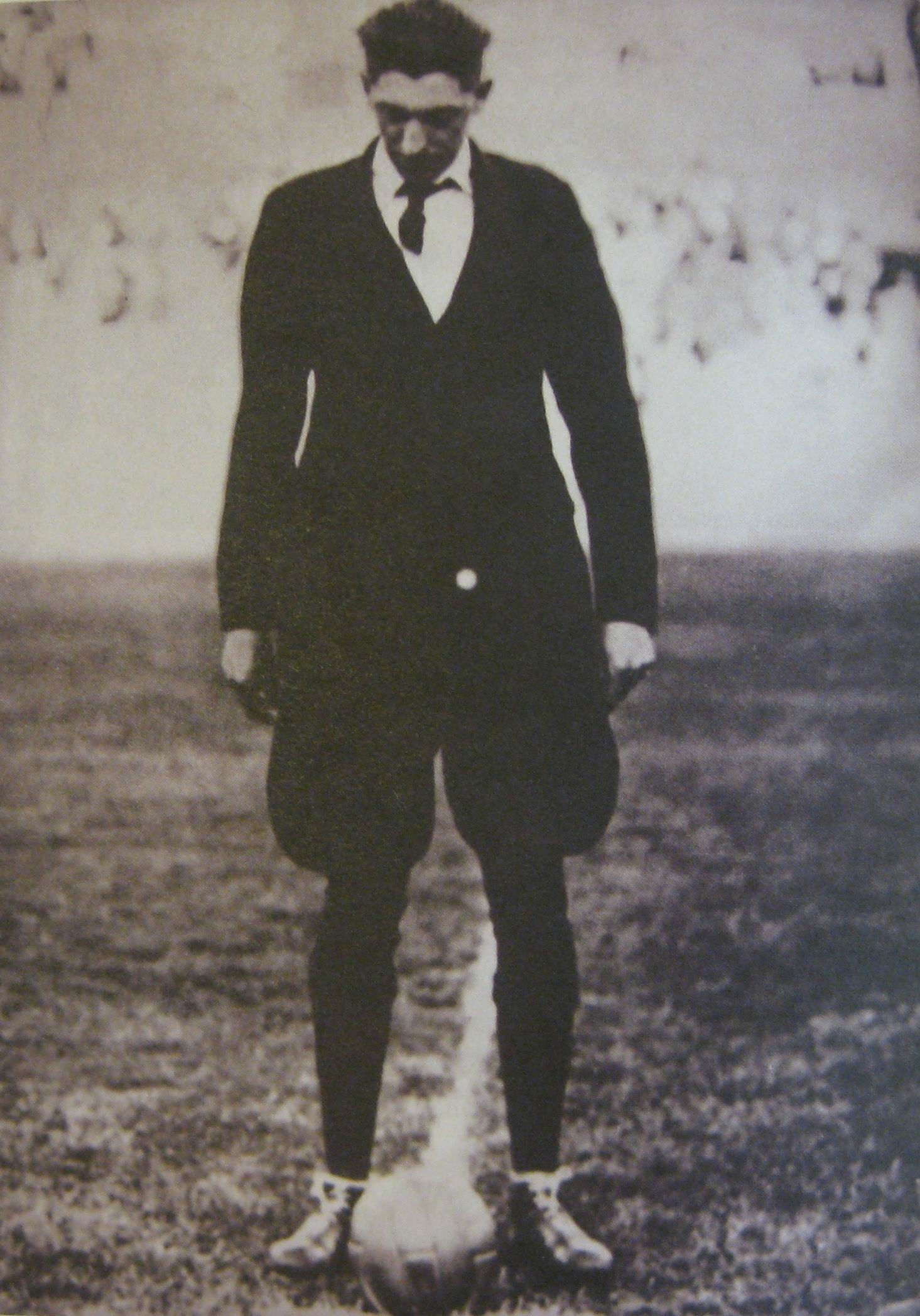
John Langenus, arbitro della finale.

- Gilberto de Almeida Rêgo
- Alberto Warnken
- Thomas Balvay[44]
- Domingo Lombardi
- Francisco Mateucci
- Anibal Tejada
- Ricardo Vallarino

Gli arbitri diressero le gare in giacca e cravatta, con i calzoni alla zuava.
A Ulises Saucedo venne affidata la conduzione di una gara e svolse per tre volte il ruolo di guardalinee (due partite del primo turno nel Gruppo 1 e la finale), nonostante fosse a Montevideo principalmente nelle vesti di allenatore della Bolivia. Non fu l'unico ad avere questo doppio ruolo: anche Constantin Rădulescu, allenatore della Romania, fece in due occasioni l'assistente arbitrale nel Gruppo 1.

## Premi

### All-Star Team[131]
| Portiere            | Difensori                    | Centrocampisti                                 | Attaccanti                                                              |
| ------------------- | ---------------------------- | ---------------------------------------------- | ----------------------------------------------------------------------- |
| Enrique Ballestrero | José Nasazzi Milutin Ivković | Luis Monti Álvaro Gestido José Leandro Andrade | Pedro Cea Héctor Castro Héctor Scarone Guillermo Stábile Bert Patenaude |

## Gli ultimi superstiti
L'ultimo superstite della squadra uruguaiana campione del mondo è stato Emilio Recoba, deceduto il 12 novembre 1992 all'età di 88 anni.

Il 30 agosto 2010 morì, all'età di 100 anni, l'argentino Francisco Varallo, ultimo superstite tra tutti i calciatori.

### Videografia
- Federico Ferri, Federico Buffa, Storie Mondiali: Il grande Uruguay (1930), Sky Sport, 2014.